# Oscar Moens
Pour les articles homonymes, voir Moens.
Oscar Moens est un footballeur néerlandais, né le 1er avril 1973 à 's-Gravenzande aux Pays-Bas. Il évoluait comme gardien de but.

## Biographie
Formé au SBV Excelsior de Rotterdam, il débute en équipe première le 13 septembre 1992 contre le De Graafschap Doetinchem en deuxième division.
Après plus de trois saisons pleines avec l'Excelsior, Oscar rejoint l'Eredivisie et le Go Ahead Eagles en janvier 1996.
Il ne reste que six mois chez les Eagles, rejoignant l'AZ Alkmaar l'été suivant. Il passe sept saisons à Alkmaar en dehors d'un prêt de six mois au RBC Roosendaal en 2000 à cause d'un différend avec l'entraîneur de l'AZ de l'époque, Dirk Scheringa (nl).
En juillet 2003, Moens rejoint la Série B italienne et le Genoa CFC, n'étant que remplaçant et ne disputant aucun match officiel avec le club italien, il n'y reste qu'une saison.
Il s'engage donc en 2004 avec le Willem II Tilburg et retrouve l'Eredivisie. Il y reste deux saisons avant de rejoindre le PSV Eindhoven pour ce qu'il pense être son dernier défi.
Au PSV, Oscar est le deuxième gardien derrière le brésilien Heurelho Gomes. Ayant participé à deux matchs de championnat, il remporte là son premier titre avec la victoire en Eredivisie. Il décide donc de prendre sa retraite sur ce titre de champion.
Malgré cela, en 2008 Moens replonge dans le professionnalisme et s'engage pour une « pige » comme troisième gardien au Willem II Tilburg. À la fin de la saison Oscar décide de reprendre sa retraite.
Toutefois en décembre 2009, il est contacté par Erik Tammer le coach des Dayton Dutch Lions, club américain qui évolue en ligue USL Pro. Ayant connu Tammer au Go Ahead Eagles, Moens accepte sa proposition et rejoint l'Ohio.
Après 15 matchs de championnat, Moens a repris goût à la compétition et décide de rentrer au pays. Le 1er novembre 2010, il rejoint donc le Sparta Rotterdam en Eerste divisie pour concurrencer le gardien slovène Aleksander Šeliga. Après une saison, il prend cette fois sa retraite définitive.

## Palmarès
PSV Eindhoven
- Eredivisie
  - Champion (1) : 2007

## Sélections
| Matchs en sélection de Oscar Moens | Matchs en sélection de Oscar Moens | Matchs en sélection de Oscar Moens    | Matchs en sélection de Oscar Moens | Matchs en sélection de Oscar Moens | Matchs en sélection de Oscar Moens | Matchs en sélection de Oscar Moens |
|                                    | Date                               | Lieu                                  | Adversaire                         | Résultat                           | Compétition                        |                                    |
| ---------------------------------- | ---------------------------------- | ------------------------------------- | ---------------------------------- | ---------------------------------- | ---------------------------------- | ---------------------------------- |
| 1.                                 | 13 octobre 1998                    | Gelredome, Arnhem (Pays-Bas)          | Ghana                              | 0-0                                | Match amical                       |                                    |
| 2.                                 | 10 novembre 2001                   | Parken Stadium, Copenhague (Danemark) | Danemark                           | 1-1                                | Match amical                       |                                    |